# 尹隆河戰役
尹隆河戰役是同治六年1867年初，捻軍首領「遵王」賴文光、「魯王」任柱，與清軍將領劉銘傳於湖北省安陆县尹隆河（今安陆市永隆河）進行的一場戰鬥。
1867年正月15日，淮軍主將劉銘傳與湘軍「霆字營」將領鮑超，約定於巳時（上午九時）會師進擊捻軍，未料劉輕敵且欲佔全功，弗曉卯時（上午五時），淮軍即朝戰場開拔，卻在途中遭遇捻軍猛烈攻擊，劉銘傳部下猛將總兵唐殿魁、田履安先後中彈陣亡，劉銘傳本人也被迫離馬，以馬車為掩體躲於後，「衣冠失落，坐以待斃」，苦戰後幾乎被俘虜。隨後，鮑超的援軍即時出現拯救了淮軍，清軍反敗為勝。此役清軍殲滅捻軍部眾近萬人，捻軍共約八千人，軍馬五千匹被俘，尹隆河江水染成血紅一片。賴文光以及任柱脫逃，北走河南。
這場戰役使得捻軍企圖於湖北構築據點的計畫失敗，此後捻軍轉攻為守，直至敗亡。三月間，湘軍將領彭毓橘領兵欲趁勝追擊，卻反遭捻軍回擊，於蘄水（今湖北浠水）神港大敗，彭戰歿。是年年底十一月，任柱中彈被叛背杀戰歿，次年（1868年）一月，賴文光被俘，東捻平。

## 深遠影響
- 淮軍與湘軍之間摩擦日劇，於此戰表露無遺，影響了往後數場對外戰爭的成敗。
- 鮑超部下的湘軍，經此戰後遭朝廷不公遣散，鮑超無以面對湘軍弟兄，憤極病發，退出軍隊十一年之久， 部份湘軍因此感到灰心，滋生了革命的思想，一直延續到1911年武昌起義[來源請求]。